# Greedy (película)
Greedy (Los codiciosos en España, Besos y pesos en Hispanoamérica y Avaricia sin límite en Argentina) es una comedia del año 1994, dirigida por Jonathan Lynn y protagonizada por Michael J. Fox y Kirk Douglas.

## Argumento
Daniel "Danny" McTeague es un jugador de bolos que se ha alejado de su familia. Vive una modesta vida junto a su novia Robin. La tranquila vida de Daniel da un vuelco cuando sus codiciosos primos lo contactan para que pase tiempo con su millonario tío, Joe McTeague, al que aparentemente le queda poco tiempo de vida. Las intenciones de sus primos y primas no son nobles: Joe ha encontrado una nueva "novia" muy joven a la que piensa dejarle todo su dinero y ellos quieren evitarlo reencontrando al Tío Joe con su sobrino preferido, Daniel. Engaño tras engaño complican la trama y van llevando a Daniel a caer en la espiral de la codicia.
Éste film tiene cierta inspiración en el libro McTeague de Frank Norris.

## Reparto
- Michael J. Fox como Daniel.
- Kirk Douglas como Tío Joe.
- Nancy Travis como Robin.
- Olivia d'Abo como Molly.
- Phil Hartman como Frank.
- Ed Begley Jr. como Carl.
- Jere Burns como Glen.
- Colleen Camp como Patti.
- Bob Balaban como Ed.
- Joyce Hyser como Muriel.
- Mary Ellen Trainor como Nora.
- Siobhan Fallon como Tina.
- Kevin McCarthy como Bartlett.
- Khandi Alexander como Laura.
- Jonathan Lynn como Douglas.
- Francis X. McCarthy como Daniel Sr.
- Kirsten Dunst como Jolene.